# جين لي
جين لي (بالإنجليزية: Jin Lee)‏ هي مصورة أمريكية، ولدت في 1 مارس 1961 في سول في كوريا الجنوبية.